# Rise of the Infidels
Rise of the Infidels è il secondo album dal vivo della band punk metal statunitense Stormtroopers of Death, pubblicato il 21 agosto 2007 su Nuclear Blast. L'album è definito un extended EP nonostante duri quasi un'ora e sia molto più lungo degli EP tradizionali.
Oltre alle tracce live, contiene quattro nuove tracce inedite registrate in studio.

## Tracce
1. Stand Up and Fight – 2:34
2. Java Amigo – 1:16
3. United and Strong (Agnostic Front cover) – 1:09
4. Ready to Fight (Negative Approach cover) – 1:06
5. Ballad of Nirvana / March of The S.O.D. – 2:10
6. Sgt. D and the S.O.D. – 3:36
7. Kill Yourself – 2:44
8. Milano Mosh – 2:40
9. Speak English or Die – 4:48
10. Fuck the Middle East – 1:02
11. Douche Crew – 1:51
12. Ballad of Jimi Hendrix – 0:41
13. Ballad of Jim Morrison – 0:17
14. Ballad of Inxs – 0:26
15. Ballad of Frank Sinatra – 0:42
16. Ballad of Nirvana – 1:34
17. Ballad of Freddy Mercury – 0:29
18. Chromatic Death – 0:50
19. Fist Banging Mania – 3:29
20. No Turning Back – 2:28
21. Milk – 8:37
22. Pussywhipped – 2:47
23. Freddy Krueger – 4:59
24. United Forces – 2:57

Tracce 5-24 registrate live al The Fenix di Seattle.

## Formazione
- Billy Milano – voce
- Scott Ian – chitarra, voce d'accompagnamento
- Dan Lilker – basso, voce d'accompagnamento
- Charlie Benante – batteria